# Schloss Putzar

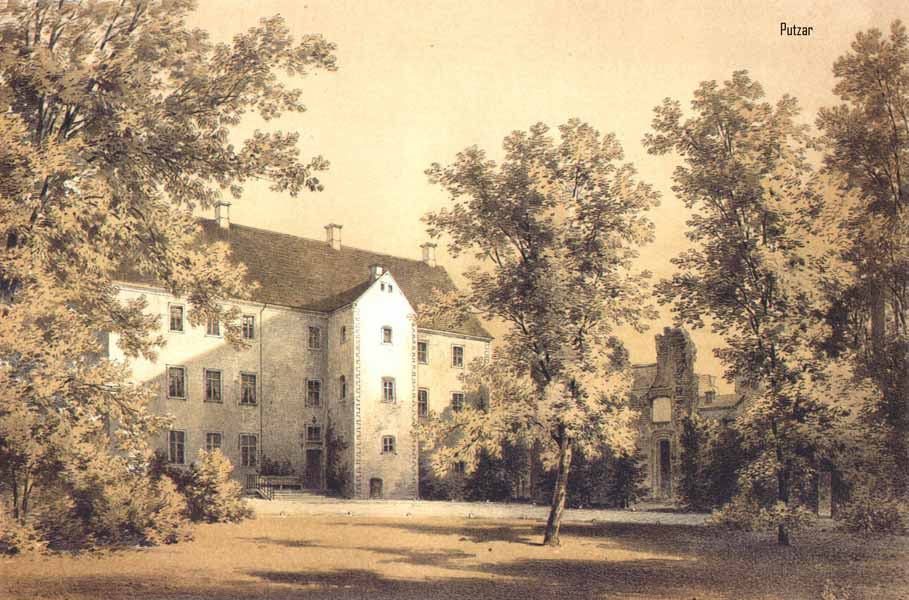
Schloss Putzar um 1900, Joachimsbau links und Ulrichsbau rechts

Schloss Putzar ist die Bezeichnung für die Ruinen zweier Herrenhäuser in Putzar im Landkreis Vorpommern-Greifswald. Während der ältere Ulrichsbau bereits seit dem 18. Jahrhundert verfiel, wurde der Joachimsbau bis in die 1970er Jahre genutzt. Die Ruinen sind von einem Landschaftspark umgeben.

## Geschichte

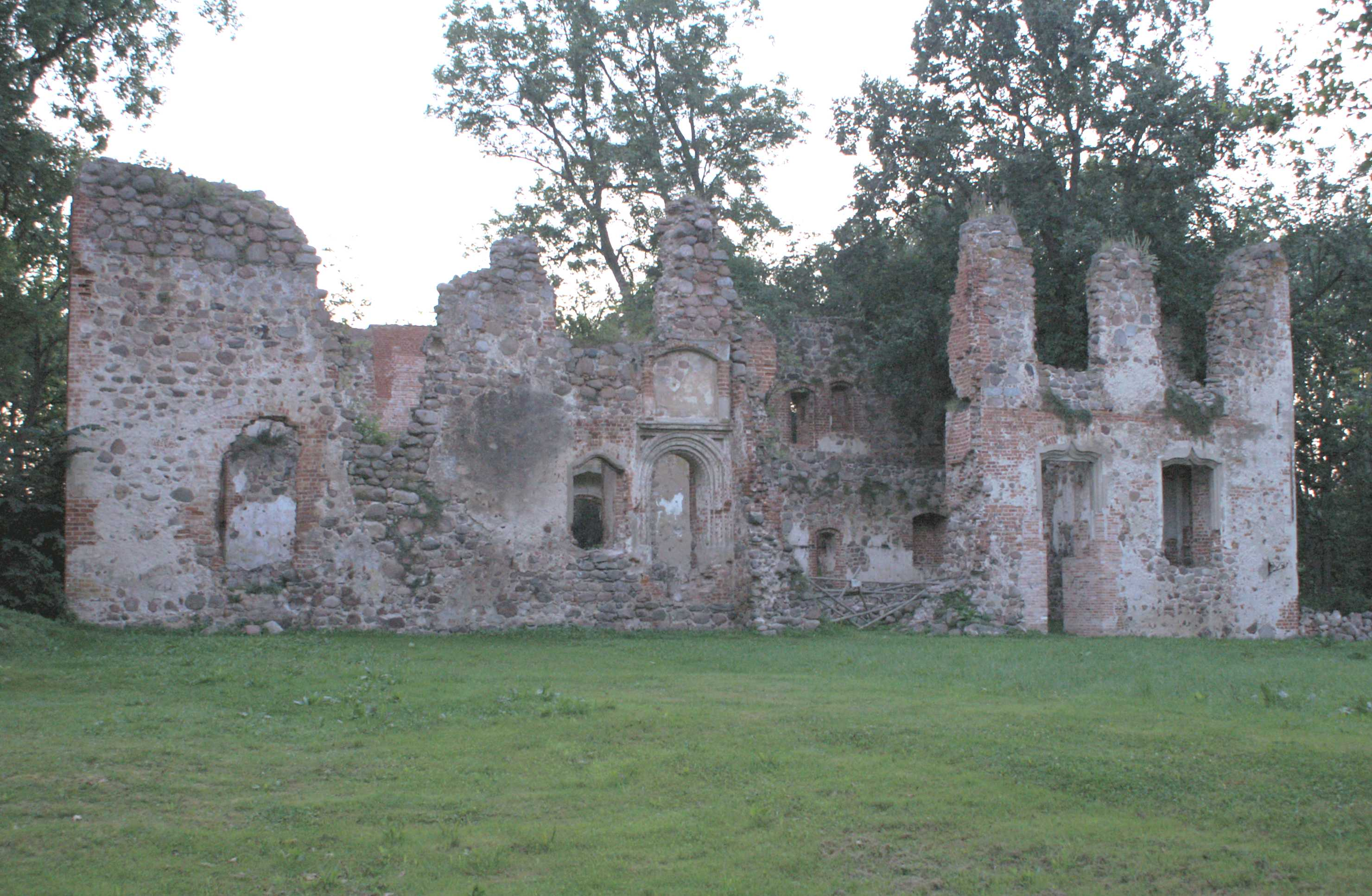
Ostseite des Ulrichsbaus

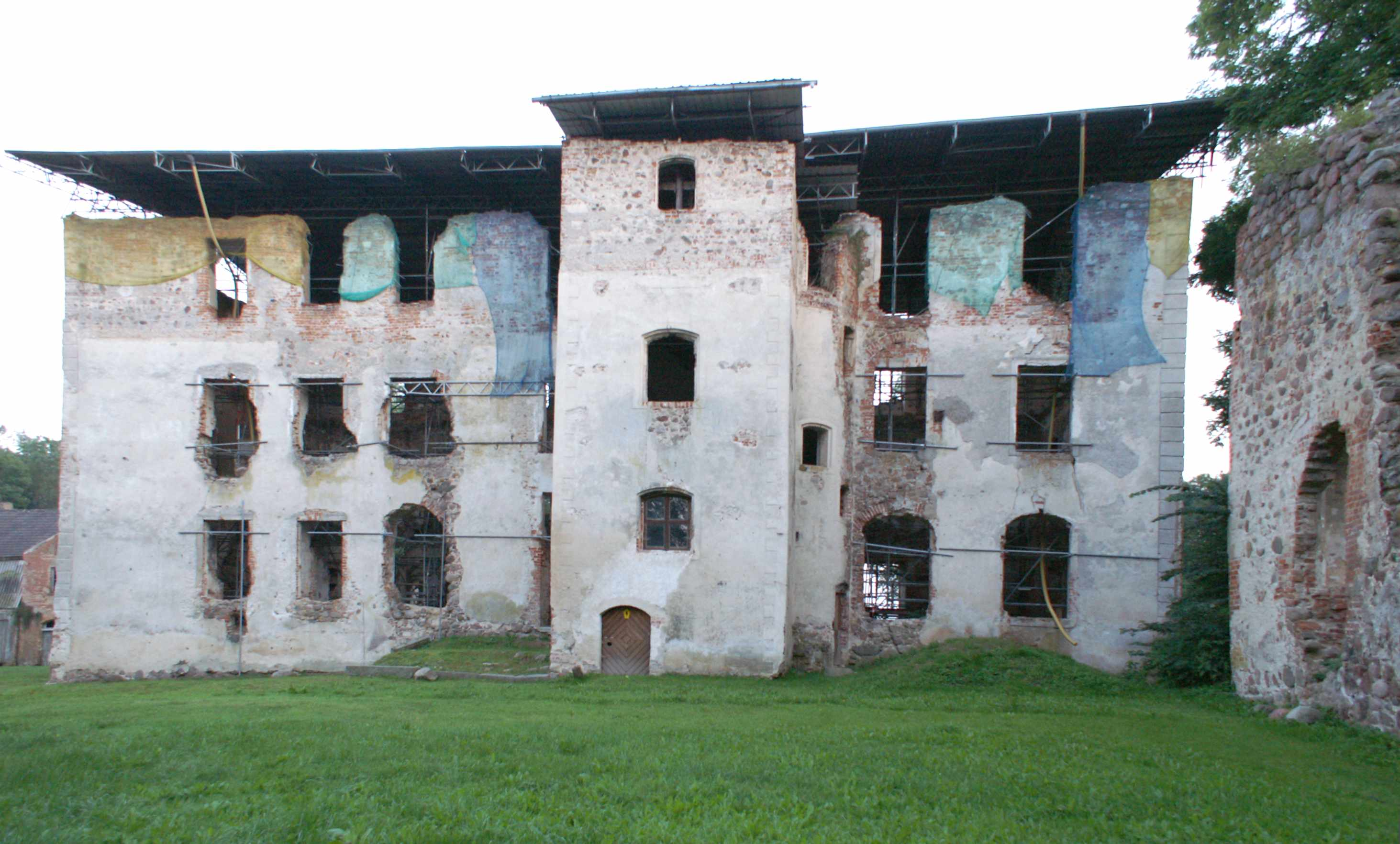
Nordseite des Joachimsbaus

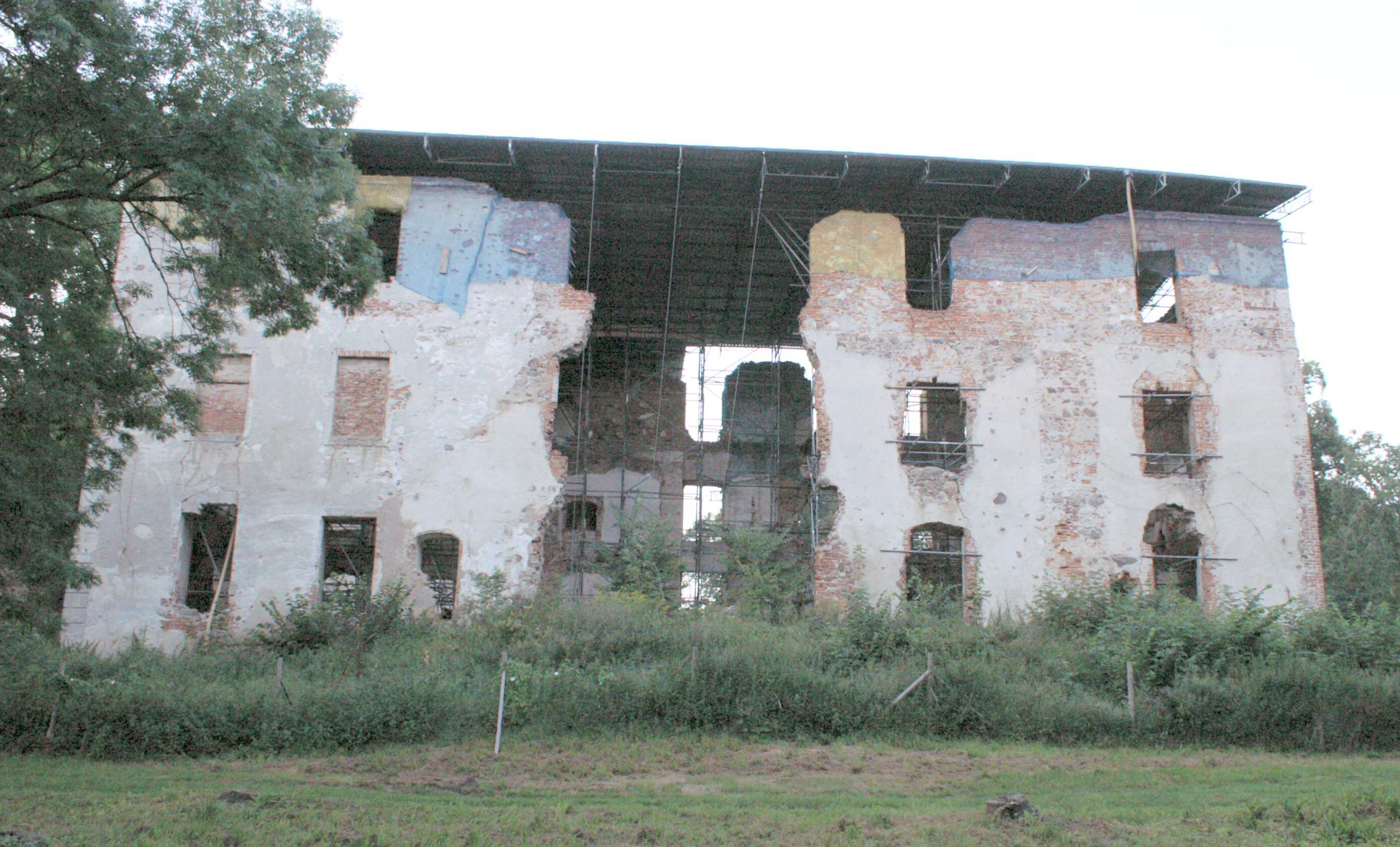
Südseite des Joachimsbaus

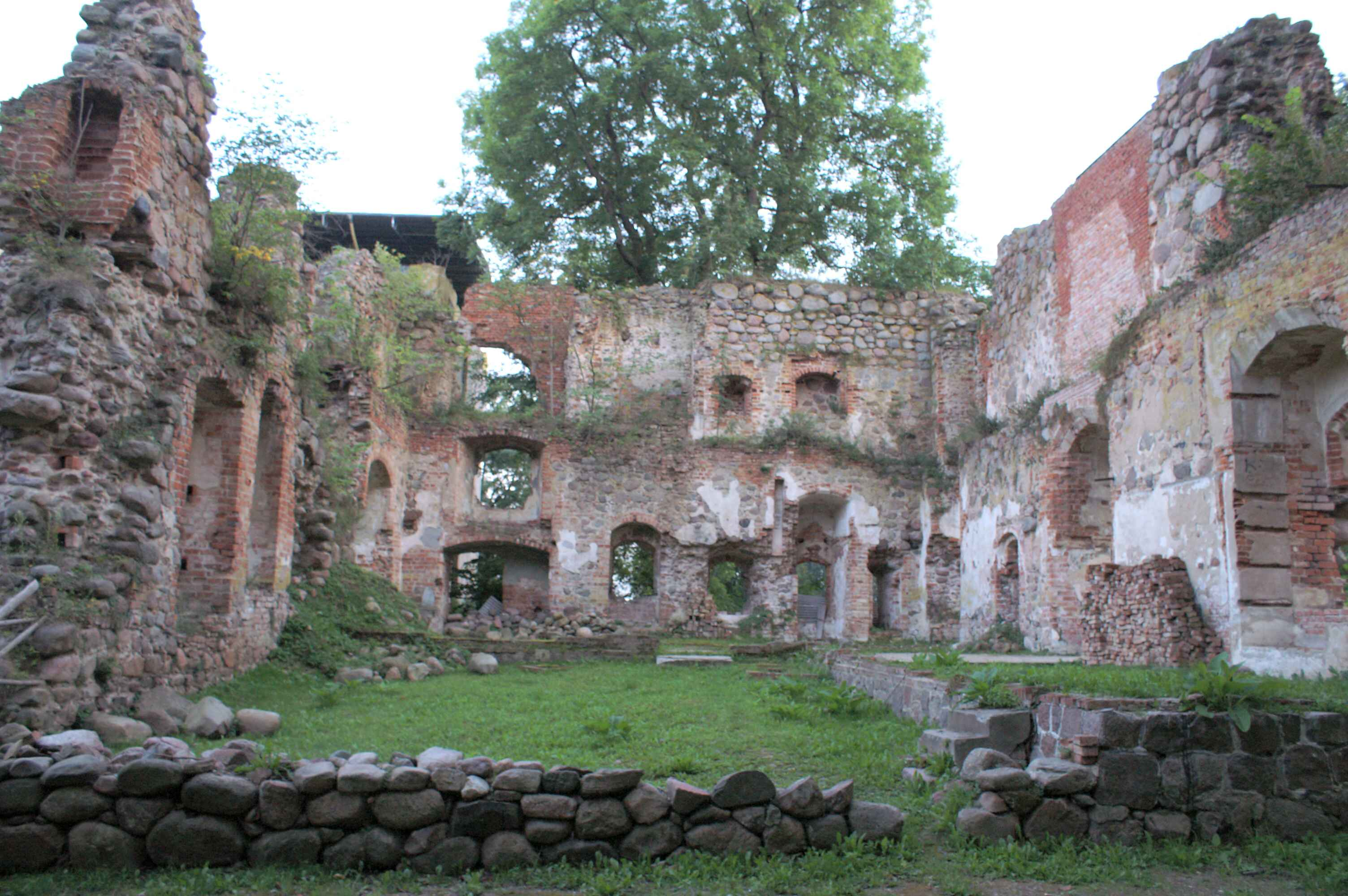
Innenansicht des Ulrichsbaus

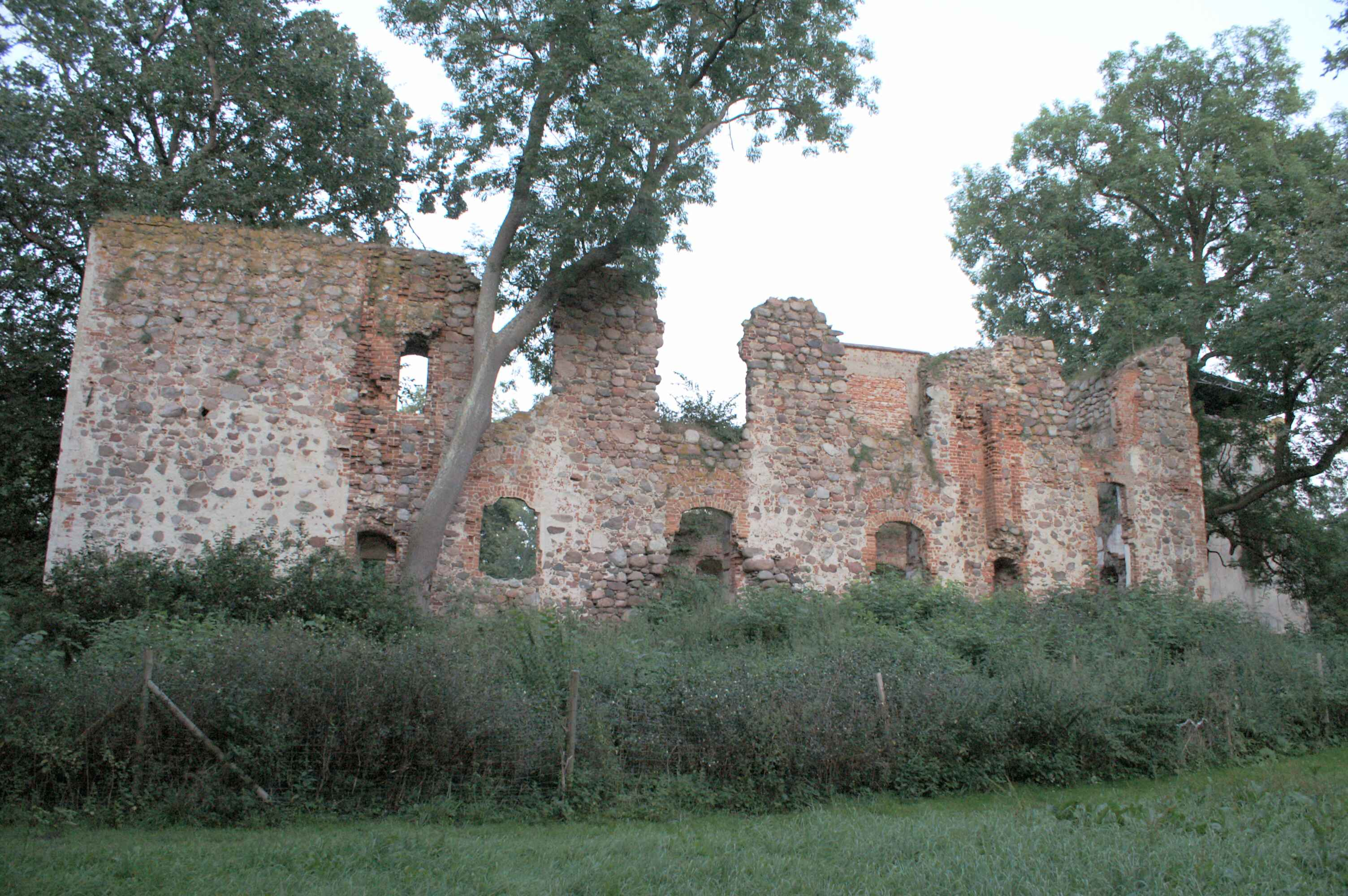
Westseite des Ulrichsbaus

Bereits 1306 einigten sich die Herzöge Otto I. von Pommern und  Heinrich II. von Mecklenburg, wie urkundlich überliefert, darauf, dass in dem Grenzdorf Putzar am Landgraben, statt einer Burg nur ein Festes Haus errichtet werden sollte. Ob der pommersche Großhofmeister Ulrich von Schwerin sein um 1545 oder 1550 begonnenes Gebäude, den Ulrichsbau, auf den Mauern des erstgenannten Hauses errichten ließ, ist nicht bekannt.
Nach dem Tod Ulrichs erbten seine Söhne Joachim und Ludolf das Putzarer Haus. Während der jüngere Bruder Ludolf für zwei Jahre auf Reisen gehen musste, ließ Joachim von Schwerin zwischen 1577 und 1580 ein zweigeschossiges Gebäude, den Joachimsbau, in unmittelbarer Nähe des Ulrichsbaus errichten. Nur noch dieses Gebäude wurde nach dem Aussterben der Linie Ludolfs bewohnt und mehrfach umgebaut. Der Ulrichsbau verfiel. 1753 wurde die dritte Etage auf den Joachimsbau aufgesetzt.
1785 ließ der Pächter Heinrich Christoph Schröder die obere Etage des Ulrichsbaus, wahrscheinlich zur Gewinnung von Baumaterial, abbrechen. 1815 unter dem Landrat  Heinrich von Schwerin begonnene Arbeiten, zu denen auch die Trockenlegung des nahe an den Häusern liegenden sumpfigen Geländes gehörte, wurden 1840 unter Maximilian von Schwerin-Putzar intensiviert, der selbst als liberaler Politiker galt. Er ließ auch den Park anlegen und ein Wirtschaftsgebäude in die Ruine des Ulrichsbaus setzen. Gleichzeitig wurden Stallungen und Wirtschaftsgebäude an der südlichen Seite des Joachimsbaus abgetragen und durch eine Terrasse mit Treppe zum Park ersetzt. Bis zu dieser Zeit waren die Gebäude noch von einem Wassergraben umgeben, der mittels Zugbrücke überquert werden konnte.
Der vorletzte Graf auf Putzar, der Jurist Christoph Graf von Schwerin (1868–1923), erhielt wie seine Brüder die Ausbildung auf der Klosterschule Ilfeld. Er heiratete dann die Generalstochter Jettine von Versen, trat in der Region als Mäzen auf und unterstützte Stiftungen. Da das Ehepaar keinen männlichen Erben hinterließ erbte ein Neffe das Anwesen.
1939 betrug nach dem letzten amtlich publizierten Güter-Adressbuch Pommern der konkrete Umfang 1133 ha, betreut durch den Oberinspektor M. Hoff. Im Mittelpunkt des landwirtschaftlichen Betriebes vom Rittergut Putzar und Glien stand eine große intensive Schafsviehwirtschaft mit 1027 Tieren sowie eine große Schweinezucht mit 517 Tieren. Zum Rittergut Putzar gehörte ein Waldbesitz von 50 ha.
Bis 1945 gräfliches Wohnhaus, gehörte es nach dem Genealogischen Handbuch des Adels als Eigentum dem letzten Besitzer, Joachim Graf von Schwerin (1910–1952). Er war Reserveleutnant um 1942 und nach der Bodenreform lebte er in Württemberg und gründete dort eine Familie.
Nach dem Zweiten Weltkrieg wurden hier Flüchtlinge und Umsiedler im Joachimsbau untergebracht. Später wurde er dann als Lager genutzt, bevor in den 1970er Jahren der Dachstuhl einstürzte.
Seit 1990 wurden verstärkte Anstrengungen unternommen, das wertvolle Denkmalsensemble von Schloss und Park Putzar zu erhalten und wiederherzustellen. Vor wenigen Jahren wurde über der Ruine des Joachimsbaus ein Schutzdach errichtet, um den weiteren Verfall zu verlangsamen.

## Anlage
Der Ulrichsbau wurde vorwiegend aus Feldsteinen errichtet. Nur bei Türen und Fenstern sowie zum Ausgleichen kamen gebrannte Ziegel zum Einsatz. Die Längsachse des ursprünglich dreigeschossigen Gebäudes verläuft in Nord-Süd-Richtung. Von den Renaissance-Elementen des Gebäudes ist noch ein Portal mit Rundbogen in der Ostseite erhalten, das mit Stabwerk geschmückt ist. Oberhalb davon befindet sich ein freies Feld, in dem sich wahrscheinlich ein Wappen- oder Bildstein befunden hat, vielleicht in der gleichen Art wie in der Festung Spantekow, die auch von Ulrich von Schwerin erbaut wurde. Auch die Vorhangbogenfenster in der Ostseite und die Reste der Eckquaderung auf dem Putzbewurf gehören zum Renaissance-Stil.
Für den in Ost-West-Richtung gelegenen, ebenfalls im Renaissance-Stil errichteten Joachimsbau wurden in erster Linie Backsteine benutzt, die schließlich verputzt wurden. Der wie ein Treppenturm erscheinende Vorbau an der Nordseite des Gebäudes besaß einzelne kleine, zum Teil gewölbte Räume, die als Turmzimmer bezeichnet wurden. Im schmalen Winkel zwischen Vorbau und westlicher Schlosshälfte führte eine halb in die Mauer eingelassene Wendeltreppe nach oben. Ab 1753 gelangte man über eine Eichenholztreppe im Inneren des Hauses in die oberen Etagen.

## Park
Die Ruinen befinden sich inmitten eines Parks, der von der Dorfstraße bis zu den Niederungen des Putzarer Sees reicht. Die heutige Gestalt erhielt der Park vor allem unter Maximilian von Schwerin-Putzar nach 1840. Unter ihm wurden eine Lindenallee und der von alten Eschen dominierte südliche Parkteil angelegt. Der Platz vor dem Haus und die Vorfahrt wurden 1862 nach Plänen des Gartenbaudirektors Ferdinand Jühlke errichtet. Die Kastanien an der Einfahrt zum Schlossbereich wurden 1870 gepflanzt. Nach Plänen des Kolberger Garteninspektors Bauck wurde 1872 eine Erneuerung des gesamten Parks durchgeführt. 1874 wurde die Parkmauer errichtet. 1907 besuchte die Deutsche Dendrologische Gesellschaft mehrere Güter der Familie von Schwerin, ebenso die hier gelobte Parkanlage zu Putzar. 1990 wurde der verwilderte Park aufgeräumt.
Hier gibt es zahlreiche bemerkenswerte Einzelbäume. Neben zahlreichen Linden befindet sich im südlichen Parkteil eine zweistämmige Esche mit einem Stammdurchmesser von 2,5 Metern. Am östlichen Parkrand befindet sich der sogenannte „Verlobungshügel“. Der Stamm einer auf ihm stehenden Stieleiche erreicht einen Durchmesser von zwei Metern. Entlang der Parkmauer reicht ein heute kein Wasser mehr führender Graben oder Teich bis in den östlichen Parkteil. An der Stelle des aufgeschütteten Übergangs befand sich früher wahrscheinlich eine Brücke.